# Aeolothrips melaleucus
Aeolothrips melaleucus är en insektsart som först beskrevs av Alexander Henry Haliday 1852.  Aeolothrips melaleucus ingår i släktet Aeolothrips och familjen rovtripsar. Arten är reproducerande i Sverige. Inga underarter finns listade i Catalogue of Life.